# Peter Jan Rens

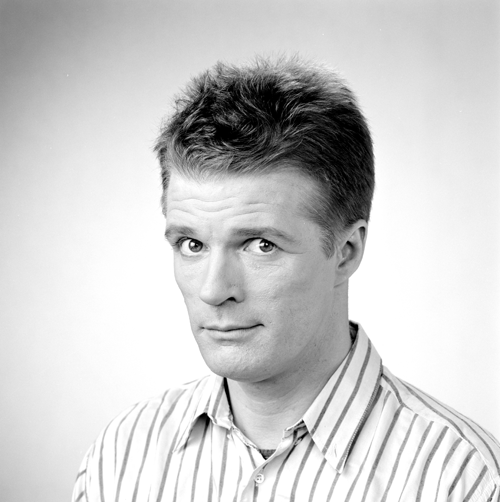
Peter Jans Rens (1989)

Petrus „Peter“ Jan Rens (* 10. Oktober 1950 in Velsen-Noord) ist ein niederländischer Moderator, Schauspieler, Schriftsteller und ehemaliger Physiotherapeut.

## Leben
Rens arbeitete mehrere Jahre als Physiotherapeut und war in seiner Freizeit Autor, Regisseur und Schauspieler bei verschiedenen Theatergruppen. 1978 beschloss er, professioneller Theaterkünstler zu werden und gründete die Theatergruppe Kaktus. Mit diesem Ensemble trat er sowohl für Erwachsene als auch für Kinder auf.
1983 spielte er die Hauptrolle in dem Film Brandende liefde nach dem Buch von Jan Wolkers. Rens’ Stimme wurde von Kees Prins gesprochen.
Zu dieser Zeit trat Rens auch wöchentlich als Meneer Kaktus in der Fernsehsendung Tineke von Tineke de Nooij auf. Die Sendung richtete sich an kleine Kinder und hatte eine feste Struktur. Weitere Charaktere waren Mevrouw Stemband (Annemieke Hoogendijk) und Kweetniet (nacheinander Tony Maples, Larry Jackson, Joost Hes und Hans van der Laarse).
Seine Popularität als Meneer Kaktus erlaubte es ihm, auf seine Spendenaktion aufmerksam zu machen, mit der er seinen Spielfilm Maria finanzieren wollte. 1986 kam der Film in die Kinos. Die Kritiken waren fast einstimmig vernichtend und der Film floppte.
Seine Rolle in der Show Tineke war jedoch so populär geworden, dass ihm angeboten wurde, De Grote Meneer Kaktus Show zu machen. Es wurde von 1986 bis 1993 als unabhängiges Fernsehprogramm ausgestrahlt.
1987 wurde Rens von der VARA als Nachfolger des 1986 verstorbenen Showmasters Willem Ruis als Moderator der großen Spielshows verpflichtet. 1987 moderierte er die Spielshow Labyrinth und ab 1988 doet-ie 't of doet-ie 't niet, die er von 1993 bis 1996 auch in Deutschland unter dem Titel Tut er’s oder tut er es nicht bei RTL Television moderierte. Mit der Fernsehsendung doet-ie 't of doet-ie 't niet gewann Rens 1989 den Gouden Televizier-Ring. Als Labyrinth endete, wurde von 1992 bis 1998 Rens Moderator von 5 tegen 5, die wie das Familien-Duell in Deutschland auf der US-Fernsehshow Family Feud basierte. Ab 1991 moderierte er die Fernsehsendung Geef Nooit Op.
Rens wechselte 1993 von VARA zu RTL 4 und moderierte Fernsehsendungen wie U bent aan de beurt (ab 1994), ab September 1997 vier Monate lang 100 Episoden von Peter Jan Rens Late Night sowie Fris & Chips (1999) und TVmail (ab Sommer 2000). Geef Nooit Op wechselte mit ihm 1993 zu RTL 4, wo es bis 1999 ausgestrahlt wurde. 1998 war Rens formell nicht mehr bei RTL 4 unter Vertrag und er verhandelte mit SBS 6. Weil Endemol nicht so schnell einen neuen Moderator für Woordwinner (1998) finden konnte, übernahm Rens die Moderation und kehrte zu RTL 4 zurück, 2002 wechselte er zu SBS 6.
Außerdem hatte Rens eine Pilotfolge von Jij bent aan de beurt aufgenommen, eine Kinderversion von U bent aan de beurt, die er zusammen mit Anna Witzel moderierte. Das Publikum bestand aus Kindern, aber das Format kam bei ihnen nicht an und die geplanten sieben Folgen wurden abgesagt. Als Rens die Moderation der Telekids von Carlo Boszhard und Irene Moors übernahm, wurde De Grote Meneer Kaktus Show Teil dieser Sendung. Das Format erwies sich jedoch als nicht mehr erfolgreich und verschwand bald aus dem Fernsehen.
2001 moderierte er seine letzte Kindersendung Het Feest van Sinterklaas mit begleitenden Werbevideos für den Kindersender Fox Kids.
In Zusammenarbeit mit der Zorgloterij präsentierte Rens ab Februar 2002 den Dokumentarfilm Lang leve de zorg, bestehend aus zwei Teilen und einer Serie von dreizehn Spielshows mit dem Titel De Goed Geld Show für SBS 6.
Von 1994 bis 2003 war Rens in den niederländischen Werbespots des Süßwarenherstellers Haribo zu sehen.
Nach seiner Fernsehkarriere gründete Rens 2003 das Unternehmen Mega Entertainment Group Asia, mit der er unter anderem Fernsehsendungen in Indien, Thailand und China produzierte. 2006 gründete er mit einem Partner das Produktionsunternehmen Bangkok Talk, das Talkshows mit Thailändern und Westlern als Gäste für das thailändische Fernsehen machte.
Im Jahr 2009 musste Rens finanzielle Rückschläge hinnehmen. Zwei seiner neun Unternehmen gingen unter: Kaktus Multimedia und Kaktus Formats. Aufgrund dieser und anderer Rückschläge konnte Rens einen Kredit der Rabobank in Höhe von eineinhalb Millionen Euro nicht zurückzahlen. Im Mai 2009 meldete die Bank die Insolvenz von Rens und seinem Unternehmen Kaktus Holding an.
Seit 2011 gibt es (mit einer Pause beim Hinzufügen neuer Inhalte von 2012 bis 2016) den YouTube-Kanal TV Channel Rens1 (Kurzname: Rens1tv). Im November 2014 führte die niederländische Justiz zusammen mit der niederländischen Steuerfahndung FIOD (Fiscale Inlichtingen- en Opsporingsdienst) eine Razzia gegen das Medienunternehmen durch; mehrere Beteiligte wurden wegen Betrugsverdachts festgenommen.
Am 21. März 2017 wurde er auf Antrag von Emile Ratelband und anderen von der Rechtbank Gelderland erneut für privat insolvent erklärt.

## Privatleben
Von 1985 bis 1990 war Rens mit der Fernsehmoderatorin Angela Groothuizen liiert.
Rens war zweimal verheiratet. Aus seiner ersten Ehe mit Joke Bos, mit der bis 2009 zusammen war, hat er eine erwachsene Tochter und aus seiner zweiten Ehe zwei Töchter (* 2014, 2017). Mit seiner damaligen zweiten Frau war er im Januar und Februar 2017 auf RTL 5 in der Reality-Serie Peter Jan & Virginia: Doen ze 't of doen ze 't niet? zu sehen. Im Juni 2020 gab seine zweite Frau nach siebenjähriger Beziehung ihre Trennung bekannt. Er ist geschieden und lebt mit seinen beiden Töchtern aus zweiter Ehe zusammen. Seit 2021 ist Rens in einer neuen Beziehung Seine ehemalige zweite Frau heiratete im Juli 2022 ihre Freundin.

## Bücher
- 1985: Het Grote Meneer KaktusBoek, ISBN 978-90-320-5509-7
- 1992: Rauzer, ISBN 978-90-208-5209-7 (Illustrationen von Philip Hopman)
  - 1993: Rabautzer, Anrich, Kevelaer, ISBN 978-3-89106-165-7 (deutsche Übersetzung von Silke Schmidt)
- 1994: Zes is oud, Uitgeverij Ploegsma, ISBN 978-90-216-1307-9 (Illustrationen von Alex De Wolf)
  - 1995: Sieben ist schon alt, Anrich, Weinheim, ISBN 978-3-89106-233-3 (deutsche Übersetzung von Silke Schmidt)
- 1995: Carlo met zijn grote kop, Uitgeverij Ploegsma, ISBN 978-90-216-1428-1 (Illustrationen von Sandra Klaassen)
  - 1996: Carlo grande, Anrich, Weinheim, ISBN 978-3-89106-233-3 (deutsche Übersetzung von Silke Schmidt)
- 1996: Sigmund de bloedhond, Uitgeverij Ploegsma, ISBN 978-90-216-1409-0 (Illustrationen von Sandra Klaassen)
- 1997: Meneer Meijer, Uitgeverij Ploegsma, ISBN 978-90-216-1330-7 (Illustrationen von Els Van Egeraat)
- 1998: Een taart voor Meneer Kaktus, Uitgeverij Ploegsma, ISBN 978-90-216-1480-9 (zusammen mit Annemieke Hoogendijk, Illustrationen von Camila Fialkowski)
- 1999: Meneer Kaktus wordt kwakelgek, Uitgeverij Ploegsma, ISBN 978-90-216-1612-4 (zusammen mit Annemieke Hoogendijk, Illustrationen von Camila Fialkowski)
- 1999: Meneer Meijer is de sigaar, Uitgeverij Ploegsma, ISBN 978-90-216-1622-3 (Illustrationen von Els Van Egeraat)
- 2001: Meneer Kaktus doet eng, Uitgeverij Ploegsma, ISBN 978-90-216-1703-9 (zusammen mit Annemieke Hoogendijk, Illustrationen von Camila Fialkowski)
- 2001: Bloedmooi, Uitgeverij Ploegsma, ISBN 978-90-216-1604-9 (Illustrationen von Wilbert Van der Steen)

## Comics
Für die Wochenzeitschrift Privé lieferte Rens zusammen mit der Künstlerin Sandra Nieuweboer von 2001 bis 2002 den Comicstrip Karin. Von 2002 bis 2003 arbeitete Rens für das Magazin Story, für das er Artikel schrieb und zusammen mit Nieuweboer den Comic Beppen kreierte.

## Film
- 1986: Maria

## Fernsehsendungen

### Veronica
- 1984–1986: Meneer Kaktus, Bestandteil der Fernsehsendung Tineke

### Schooltv
- 1985: Als je tekent zie je meer

### VARA
- 1986–1993: De Grote Meneer Kaktus Show
- 1987–1991: Labyrinth
- 1988–1989: Goochelgala
- 1988–1993: Doet-ie 't of doet-ie 't niet
- 1988: VARA's Songfestival
- 1990: Help de Russen de winter door (Co-Moderator)
- 1991–1999: Geef Nooit Op
- 1992–1993: 5 tegen 5

### RTL Television
- 1993–1996: Tu er's oder tut er es nicht

### RTL 4
- 1993–1999: Geef Nooit Op
- 1993–1998: 5 tegen 5
- 1993–1997: Doet-ie 't of doet-ie 't niet
- 1994: Kans voor een kind met het U-team (Co-Moderator)
- 1994–1996: U Bent Aan De Beurt
- 1997–1998: Peter-Jan Rens Late Night
- 1998: Woordwinner
- 1999: De Jongens Tegen De Meisjes
- 1999–2000: Telekids: De Grote Meneer Kaktus Show
- 2000: TV Mail
- 2000: Fris & Chips

### RTL 5
- 2017: Peter Jan & Virginia: Doen ze 't of doen ze 't niet?

### Fox Kids
- 2001: Fox Kids Flits Co-Moderator
- 2001: Het Feest van Sinterklaas (einmalig)

### SBS 6
- 2002: De Goed Geld Show
- 2002: Lang leve de zorg
- 2002: Deelt ie 't of deelt ie 't niet?
- 2014: Sterren Springen (Teilnehmer)

### MAX
- 2006: TV Comeback